# James Quinn (calciatore)
James Stephen Quinn (Coventry, 15 ottobre 1974) è un ex calciatore nordirlandese, di ruolo attaccante.

## Caratteristiche tecniche
Era un'ala sinistra.

## Carriera

### Nazionale
Tra il 1996 ed il 2006 ha giocato complessivamente 50 partite con la nazionale nordirlandese.